# ハインリヒ・フリードリヒ・ヴェーバー
ハインリヒ・フリードリヒ・ヴェーバー（Heinrich Friedrich Weber (ドイツ語: [ˈveːbɐ])、1843年11月7日 - 1912年5月24日）は、ドイツ出身のスイスの物理学者である。

## 生涯
ワイマール近郊のマグダラの町で生まれた。
1861年頃にイェーナ大学に入学し、そこでヴェーバーのキャリアに決定的な影響を与えた2人の人物のうちの1人であるエルンスト・アッベと出会った。ヴェーバーはすぐに、自分には数学の才能がないことに気づき、数学を完全に捨てて物理学に戻った。
ヴェーバーが物理学に戻ると、アッベはヴェーバーの才能に気づき、光学理論の再考に研究の多くを集中させた。アッベはヴェーバーに講義室や実験室で指導しただけでなく、実験室での作業の重要性、特に精密機器の重要性を強調したこと、科学は実生活と密接に関連しているべきだという見解を示したこと、そして一人の個人が人生で多くのことを成し遂げることができるという考えを体現したことなどにより、ヴェーバーの模範となった。この最後の点について、1911年以降のチューリッヒ工科大学でヴェーバーの後継者となり、ヴェーバーの死亡記事を書いたピエール・ワイスは、「彼（ヴェーバー）の人生の原動力であり、最も美しい成功の源である」と述べている。ヴェーバーは1865年にアッベの指導で光の回折の理論を論文にまとめ、博士号を取得した。
1860年代後半はプフォルツハイムで家庭教師をしていたが、この間に発表した論文は1本だけであった。プフォルツハイムはハイデルベルク大学にも近く、ヴェーバーは当時の理論物理学者の第一人者であったグスタフ・キルヒホフとも交流があった。また、カールスルーエ工科大学にも近く、1870年にはグスタフ・ヴィーデマンの助手となった。そのころ、ヴェーバーはハイデルベルク大学の生理学教授ヘルマン・フォン・ヘルムホルツとも会うことができたが、これはともにヘルムホルツの親友であったキルヒホフかヴィーデマンを介してのことと推測される。1871年、ヘルムホルツがベルリン大学の物理学教授に就任するためにハイデルベルグを去るとき、ヘルムホルツはヴェーバーを最初の助手として連れて行った。ヘルムホルツは、ヴェーバーのキャリアに2番目に大きな影響を与えた人物となった。
ヴェーバーは、ベルリンでヘルムホルツの助手として3年間（1871年 - 1874年）、ヘルムホルツがベルリンに研究所を設立して設備を整えるのを手伝い、また大学の学生の研究室を指揮するのを手伝った。 
1872年と1874年、ヴェーバーは『アナーレン・デア・フィジーク』誌に、炭素・ホウ素・ケイ素の各温度における比熱の測定に関する2つの重要な論文を発表した。ヘルムホルツのベルリンの研究室で作業していたヴェーバーは、これら3つの元素の比熱を測定し、低温ではデュロン＝プティの法則で予測されるよりも明らかに小さいこと、さらに温度が上がると比熱が非常に速く上昇することを示した。温度を1,000℃以上に上げて初めて、比熱は再びデュロン＝プティの法則の通りになった。ヴェーバーの経験的な発見は、弟子の一人が新しい説明をするまで、30年近くも異常な状態が続いた。

## 私生活
ヴェーバーは1875年にアンナ・ホッホシュテッター（Anna Hochstetter）と結婚した。2人の間には3人の娘と5人の息子がいたが、5人の息子はいずれも学者になった。オスカル（Oskar）は化学者、フリードリヒ（Friedrich）は地質学者、エルンスト（Ernst）は土木技師・天文学者、ヘルムート（Helmut）とリヒャルト（Richard）は医師である。

## アインシュタインとヴェーバー
アルベルト・アインシュタインの当初の博士論文の指導教員はヴェーバーだった。しかしヴェーバーとの意見の相違から、アインシュタインは指導教員をアルフレート・クライナーに変更した。ヴェーバーは、アインシュタインとミレヴァ・マリッチの論文指導を行ったが、2人の論文の評価はそれぞれ4.5と4.0で、クラスで最も低いものだった。また、アインシュタインは、「ヴェーバーの講義は50年前のもので、マクスウェルの方程式が含まれていない」と評していた。